# Зинедин Зидан
Зинеди́н Язи́д Зида́н (на френски: Zinedine Yazid Zidane), по прякор Зизу, е бивш френски футболист – полузащитник. Известен е със своята техника, отличен пас и удар. Определян е от мнозина за един от най-добрите плеймейкъри в историята на футбола. Зидан е изиграл по пет сезона в Ювентус и Реал Мадрид. В кариерата си печели Шампионската лига, Серия А, Примера дивисион, Суперкупата на Италия, Суперкупата на Европа, Междуконтиненталната купа и Суперкупата на Испания. През 1998 г. става световен шампион с Франция и печели Златната топка през същата година. Две години по-късно печели и Европейското първенство.
Зидан играе и пет сезона в Реал Мадрид, където отново печели всички турнири на клубно ниво. Извежда Франция до финала на световното първенство през 2006 г., и получава наградата на ФИФА за най-добър играч на първенството.

## Биография и кариера
Зинидин Зидан е роден на 23 юни 1972 г. в град Марсилия, квартала Каталян, Южна Франция. Родителите му Смаил и Малика са алжирски преселници. Той е най-малкото дете от общо пет; има трима братя и една сестра. Притежава две гражданства: френско и алжирско.
Въпреки че е роден в Марсилия, той никога не е играл в местния отбор „Олимпик Марсилия“. През своята кариера той играе в Националния отбор на Франция и в четири клубни отбора.
Съпругата на Зидан се казва Вероника Фернандес и заедно имат четирима синове – Енцо, Лука, Тео и Елиас.
Енцо е футболист на юношеския отбор на Реал Мадрид – „Реал Мадрид C“.

## Клубна кариера
На 14-годишна възраст Зидан е забелязан от Жан Варо и е привлечен в школата на „АС Кан“. На 17 години влиза в отбора на мъжете. През 1991 г. вкарва първия си гол в майсторската група и получава автомобил „Рено Клио“. Една година по-късно е привлечен в „Бордо“, където изгрява звездата му. През 1996 г. със силната си игра във френския шампионат и в турнира за Купата на УЕФА, където достига до финала с „Бордо“, Зидан се превръща в трансферна цел на европейските грандове.
През лятото на 1996 г. италианският Ювентус привлича Зидан. Той изкарва няколко много добри сезона в „Ювентус“, като се превръща в една от водещите фигури в отбора. С Ювентус печели през 1996 г. „Междуконтиненталната купа“ и „Супер купата на Европа“. През 1997 г. печели „Италианската Супер Купа“ и Серия А. През 1998 г. дублира титлата в Серия А. С Ювентус Зидан изиграва и два финала на Шампионската лига, като на всеки от тях отборът му заема второ място.
През 2001 г. е привлечен от испанския гранд „Реал Мадрид“ за колосалната сума от €75 милиона, като така става най-скъпият футболист в света до лятото на 2009 г., когато „Реал“ плащат €94 милиона за Кристиано Роналдо. В Реал Зидан се утвърждава като легенда, след като през сезон 2001/2002 извежда отбора до финала на „Шампионската лига“, където отбелязва победния гол срещу „Байер Леверкузен“. Трофеите, които печели с „Реал Мадрид“, са „Испанската Суперкупа“ – през 2001 г. и 2003 г., „Европейската Супер купа“ – през 2002 г., „Междуконтиненталната Купа“ – през 2002 г. и през 2003 г. става шампион на Испания. На 7 май 2006 г. Зинедин Зидан изиграва последния си мач за Реал Мадрид, като успява да отбележи гол с глава.

## Национален отбор
Зинедин Зидан притежава френско и алжирско гражданство. Първоначално желае да играе за Алжир, но тогавашният треньор на алжирския национален отбор - Абделхамид Кермали - отказва да му даде място, като заявява, че младия полузащитник „не е достатъчно бърз“. Първия си мач за националния отбор на Франция Зизу изиграва на 17 август 1994 г. в среща с отбора на Чехия. Той влиза като резерва в 64-та минута, при резултат 2:0 за Чехия. До края успява да отбележи два гола, които са достатъчни за равенството.
Най-големия си успех Зидан постига с отбора на Франция на Световното първенство по футбол – 1998. Тогава Франция се изправя на финала срещу отбора на Бразилия като Франция печели мача с 3:0. Зидан вкарва с глава два от головете.
Две години по-късно Зидан и компания печелят още един голям турнир – Евро 2000. След този турнир националният отбор на Франция е поставен под номер едно в световната ранглиста. За първи път след Западна Германия 1974, един отбор притежава Световната и Европейска купа, макар и в обратен ред.
За Световното първенство 2002 контузия му попречва да играе на обичайното си ниво. В първите два мача в групите той не взима участие, а в крайна сметка отборът напусна Световното още след груповата фаза и без да отбележи гол.
На Евро 2004 Франция отпада от победителя Гърция. След тази загуба той се отказва от националния отбор и обявява, че ще прекрати футболната си кариера, след като изтече договорът му с Реал Мадрид.
Франция изпитва сериозни трудности по време на квалификациите за Световното първенство по футбол – 2006 и тогава, на 3 август 2005, Зидан обявява, че се завръща в националния отбор, за да помогне на тима. Паралелно със Зидан, завръщането си в националния правят звездите Клод Макелеле и Лилиан Тюрам. Отборът се стабилизира и успява да се класира за Световното, което се провежда в Германия.
На 25 април 2006 след тежък сезон в Реал Мадрид Зинедин Зидан обявява, че ще прекрати кариерата си след световното първенство. Неговият последен мач на Стад дьо Франс е срещу отбора на Мексико. Този мач е номер 100 за Зидан и така той става четвъртият футболист след Марсел Десаи, Дидие Дешан и Лилиан Тюрам, достигнал границата от 100 мача с фланелката на Франция.
На Световното първенство в Германия 2006 Франция се класира за осминафинала. В мача срещу Испания се представя отлично и резултатът е 3:1 за французите. Зидан движи целия отбор, като асистира за второто попадение, което пада след негово центриране от фаул. Той бележи и третия гол след самостоятелна акция по лявото крило.
На четвъртфинала Франция се изправя срещу най-големия фаворит - тима на Бразилия, който спечелва предното издание на турнира. Мачът се превръща в голямата изненада на турнира, след като Франция побеждава след гол на Анри, а асистент е Зидан.
На полуфинала французите се изправят срещу тима на Португалия. В този двубой Зидан реализира дузпа, която е достатъчна за крайната победа с 1:0.
Финалният мач на 9 юли 2006 е Франция срещу Италия. В този двубой Зидан се превръща в четвъртия футболист, отбелязвал гол на два различни световни финала. Той се нарежда редом до имена като Пеле, Паул Брайтнер и Вава. Голът отново е реализиран от дузпа, която Зидан изпълнява в седмата минута. Това е 31-ви гол в 108 изиграни мача за националния отбор на Франция и негов трети гол за това световно. В редовното време мачът завършва 1:1, а в самия край на второто продължение, Зидан е изгонен с директен червен картон след удар без топка по противников играч. Зидан е провокиран с обидни реплики от италианския защитник Марко Матераци. Мачът завършва с дузпи, като Италия побеждава с 5:3, а за Франция остава второто място. Зидан получава наградата на ФИФА за най-добър играч на Световното първенство.
Също така Зидан е смятан за най-великия футболист, след като се доказва пред света с уникалните си изяви и след първия си хеттрик (3 гола в един мач).
Пеле (смятан за "краля" на футбола), в интервю пред ФНК (Френски национален канал) казва, че Зидан се е превърнал в машина за голове и го категоризира като легенда.

## Треньорска кариера
На 26 юни 2013 г. е назначен за помощник-треньор на Реал Мадрид в щаба на новия треньор на отбора, Карло Анчелоти, с договор за 3 години. Една година по-късно, на 25 юни 2014 г., става старши треньор на Реал Мадрид Кастиля, който след сезон 2013/14 изпада от Сегунда дивисион, а плановете на Зидан са да го върне отново в долния елит.
На 4 януари 2016 г. става старши треньор на първия отбор на Реал Мадрид като заменя освободения Рафаел Бенитес. Договорът на французина е за срок от две години и половина.

## Статистика

### Клубна кариера
| Клуб              | Сезон             | Шампионат | Шампионат | Купа   | Купа   | Европейски турнири | Европейски турнири | Други турнири | Други турнири | Общо   | Общо   |
| Клуб              | Сезон             | Мачове    | Голове    | Мачове | Голове | Мачове             | Голове             | Мачове        | Голове        | Мачове | Голове |
| ----------------- | ----------------- | --------- | --------- | ------ | ------ | ------------------ | ------------------ | ------------- | ------------- | ------ | ------ |
| Кан               | 1988/89           | 2         | 0         | 0      | 0      | –                  | –                  | –             | –             | 2      | 0      |
| Кан               | 1989/90           | 0         | 0         | 0      | 0      | –                  | –                  | –             | –             | 0      | 0      |
| Кан               | 1990/91           | 28        | 1         | 3      | 0      | –                  | –                  | –             | –             | 31     | 1      |
| Кан               | 1991/92           | 31        | 5         | 3      | 0      | 4                  | 0                  | –             | –             | 38     | 5      |
| Кан               | Общо              | 61        | 6         | 6      | 0      | 4                  | 0                  | –             | –             | 71     | 6      |
| Бордо             | 1992/93           | 35        | 10        | 4      | 1      | -                  | -                  | –             | –             | 39     | 11     |
| Бордо             | 1993/94           | 34        | 6         | 3      | 0      | 6                  | 2                  | –             | –             | 43     | 8      |
| Бордо             | 1994/95           | 37        | 6         | 4      | 1      | 4                  | 1                  | –             | –             | 45     | 8      |
| Бордо             | 1995/96           | 33        | 6         | 1      | 0      | 15                 | 6                  | –             | –             | 49     | 12     |
| Бордо             | Общо              | 139       | 28        | 12     | 2      | 25                 | 9                  | –             | –             | 176    | 39     |
| Ювентус           | 1996/97           | 29        | 5         | 2      | 0      | 10                 | 2                  | 3             | 0             | 44     | 7      |
| Ювентус           | 1997/98           | 32        | 7         | 5      | 1      | 11                 | 3                  | 1             | 0             | 48     | 11     |
| Ювентус           | 1998/99           | 25        | 2         | 5      | 0      | 10                 | 0                  | 1             | 0             | 40     | 2      |
| Ювентус           | 1999/2000         | 32        | 4         | 3      | 1      | 6                  | 0                  | –             | –             | 41     | 5      |
| Ювентус           | 2000/01           | 33        | 6         | 2      | 0      | 4                  | 0                  | –             | –             | 39     | 6      |
| Ювентус           | Общо              | 151       | 24        | 17     | 2      | 41                 | 5                  | 5             | 0             | 212    | 31     |
| Реал Мадрид       | 2001/02           | 31        | 7         | 9      | 2      | 9                  | 3                  | 2             | 0             | 51     | 12     |
| Реал Мадрид       | 2002/03           | 33        | 9         | 1      | 0      | 14                 | 3                  | 2             | 0             | 50     | 12     |
| Реал Мадрид       | 2003/04           | 33        | 6         | 7      | 1      | 10                 | 3                  | 2             | 0             | 52     | 10     |
| Реал Мадрид       | 2004/05           | 29        | 6         | 1      | 0      | 10                 | 0                  | –             | –             | 40     | 6      |
| Реал Мадрид       | 2005/06           | 29        | 9         | 5      | 0      | 4                  | 0                  | –             | –             | 38     | 9      |
| Реал Мадрид       | Общо              | 155       | 37        | 23     | 3      | 47                 | 9                  | 6             | 0             | 231    | 49     |
| Общо за кариерата | Общо за кариерата | 506       | 95        | 58     | 7      | 117                | 23                 | 11            | 0             | 690    | 125    |

### Национален отбор
| Франция | Франция | Франция |
| Година  | Мачове  | Голове  |
| ------- | ------- | ------- |
| 1994    | 2       | 2       |
| 1995    | 6       | 2       |
| 1996    | 12      | 1       |
| 1997    | 8       | 1       |
| 1998    | 15      | 5       |
| 1999    | 6       | 1       |
| 2000    | 13      | 4       |
| 2001    | 8       | 2       |
| 2002    | 9       | 1       |
| 2003    | 7       | 3       |
| 2004    | 7       | 4       |
| 2005    | 5       | 2       |
| 2006    | 10      | 3       |
| Общо    | 108     | 31      |

## Успехи

### Като играч
Бордо
- Купа Интертото – 1 (1995)

Ювентус
- Суперкупа на Европа – 1 (1996)
- Междуконтинентална Купа – 1 (1996)
- Купа Интертото – 1 (1999)
- Серия А – 2 (1997, 1998)
- Суперкупа на Италия – 1 (1997)

Реал Мадрид
- Шампионска лига – 1 (2002)
- Суперкупа на Европа – 1 (2002)
- Междуконтинентална Купа – 1 (2002)
- Примера Дивисион – 1 (2003)
- Суперкупа на Испания – 2 (2001, 2003)

Национален отбор
- Световно първенство – 1 (1998)
- Европейско първенство – 1 (2000)

Индивидуални
- Футболист на годината на ФИФА – 3 (1998, 2000, 2003)
- Златна топка – 1 (1998)
- Златна единадесеторка – onze d'or – 3 (1998, 2000, 2001)
- Млад футболист на годината на Лига 1 – 1 (1994)
- Футболист на годината на Лига 1 – 1 (1996)
- Чужденстранен футболист на годината в Серия А – 2 (1997, 2001)
- Футболист на годината на Франция – 2 (1998, 2002)
- Полузащитник на годината на УЕФА – 1 (1998)
- Футболист на годината на World Soccer – 1 (1998)
- Идеален отбор на Световно първенство – 2 (1998, 2006)
- Футболист на мача на Финала на Световно първенство – 1 (1998)
- Идеален отбор на годината на ESM – 4 (1998, 2002, 2003, 2004)
- Шампион на шампионите – L'equipe champion of champions – 1 (1998)
- Идеален отбор на Европейското първенство – 2 (2000, 2004)
- Най-добър футболист на Европейско първенство – 1 (2000)
- Футболист на годината на Серия А – 1 (2001)
- Идеален отбор на годината на УЕФА – 3 (2001, 2002, 2003)
- Футболист на мача на Финала на Шампионската лига – 1 (2002)
- Чужденстранен футболист на годината в Ла Лига – 1 (2002)
- Футболист на годината на УЕФА – 1 (2002)
- Юбилейна анкета на УЕФА – 1 (2004)
- ФИФА 100 – 1 (2004)
- Идеален отбор на годината на ФИФПро – 2 (2005, 2006)
- Плеймейкър на годината на IFFHS – 1 (2006)
- Най-добър футболист на Световно първенство – 1 (2006)
- Marca Legend Award – Вестник Марка – Легенда за винаги – 1 (2008)
- „Златен крак“ – 1 (2008)
- ESPN Player of the Decade – Футболист на десетилетието 1 (2009)
- Sports Illustrated Player of the Decade – Футболист на десетилетието 1 (2009)
- Fox Sports Player of the Decade – Футболист на десетилетието 1 (2009)
- Don Balón Player of the Decade – Футболист на десетилетието 1 (2010)
- Laureus Постижение на века – 1 (2011)
- Идеален отбор на всички времена на World Soccer – 1 (2013)
- Зала на славата на Реал Мадрид – 1 (2014)

### Като треньор
Реал Мадрид
- Шампионска лига (3) – 2015/16, 2016/17, 2017/18
- Суперкупа на Европа (2) – 2016, 2017
- Световно клубно първенство на ФИФА (2) – 2016, 2017
- Примера Дивисион (2) – 2016 – 17, 2019 – 20
- Суперкупа на Испания (1) – 2017

Индивидуални
- Най-добър треньор в света по версия на ФИФА – 1 (2017)
- Треньор на годината във Франция – 2 (2016, 2017)
- Европейски треньор на годината (Onze d'Or) – 1 (2017)
- Треньор на годината (според „Global Soccer“) – 1 (2017)
- Най-добър треньор в света по версия на IFFHS – 1 (2017)
- Треньор на годината (според „ESPN“) – 1 (2017)
- World Soccer Magazine Световен треньор на годината – 1 (2017)